# Kim Jung-nan
Kim Hyun-ah (16 de julio de 1971), conocida artísticamente como Kim Jung-nan, es una actriz surcoreana.

## Carrera
Debutó en 1991, pero recibió un nuevo aumento de popularidad después de protagonizar A Gentleman's Dignity en el 2012.
En marzo de 2021 se unió al elenco recurrente de la serie Mouse donde interpretó a Sung Ji-eun, la esposa del doctor Han Seo-joon (Ahn Jae-wook).

## Filmografía

### Series de televisión
| Año     | Título                                 | Papel                | Red  | Notas              | Ref.          |
| ------- | -------------------------------------- | -------------------- | ---- | ------------------ | ------------- |
| 1991    | Asphalt My Hometown                    |                      |      |                    |               |
| 1992    | Tomorrow Love                          |                      | KBS2 |                    |               |
| 1996    | Their Embrace                          |                      |      |                    |               |
| 1997    | The Mountain                           |                      | MBC  |                    |               |
| 1998    | The King and the Queen                 |                      | KBS1 |                    |               |
| 1999    | Rising Sun, Rising Moon                |                      |      |                    |               |
| 1999    | Now Is the Time to Love                |                      |      |                    |               |
| 2000    | Fireworks                              |                      |      |                    |               |
| 2000    | Three Friends                          |                      | MBC  |                    |               |
| 2000    | Promise                                |                      | KBS1 |                    |               |
| 2000    | Daddy Fish                             |                      | MBC  |                    |               |
| 2001    | Girls' High School                     |                      | SBS  |                    |               |
| 2002    | Fox and Cotton Candy                   |                      | MBC  |                    |               |
| 2002    | Album of Life                          |                      | KBS1 |                    |               |
| 2003    | On the Prairie                         |                      | KBS2 |                    |               |
| 2003    | My Fair Lady                           |                      | SBS  |                    |               |
| 2003    | Not Divorced                           |                      | KBS2 |                    |               |
| 2003    | Between Agasshi and Ajumma             |                      | MBC  |                    |               |
| 2004    | My Lovely Family                       |                      | KBS1 |                    |               |
| 2004    | Love Is All Around                     |                      | MBC  |                    |               |
| 2005    | Dangerous Love                         |                      | MBC  |                    |               |
| 2005    | That Woman                             |                      | SBS  |                    |               |
| 2006    | Thank You Life                         |                      | KBS2 |                    |               |
| 2006    | Love Me When You Can                   |                      | MBC  |                    |               |
| 2007    | Mermaid Story                          |                      | tvN  |                    |               |
| 2007    | Time Between Dog and Wolf              | Yoo Kyung-hwa        | MBC  |                    |               |
| 2007    | Kid Gang                               | Young-sook           | OCN  |                    |               |
| 2008    | Why Did You Come to My House           | Han Deuk-soo         | SBS  |                    |               |
| 2008    | You Are My Destiny                     | Ban So-young         | KBS1 |                    |               |
| 2009    | Partner                                | Kim Young-suk        | KBS2 |                    |               |
| 2009    | Creating Destiny                       | Kim Yoon-hee         | MBC  |                    |               |
| 2010    | Obstetrics and Gynecology Doctors      | Kim Min-sun          | SBS  | Aparición especial |               |
| 2010    | Grudge: The Revolt of Gumiho           | Dama Yang            | KBS2 |                    |               |
| 2010    | Boy Meets Girl                         | Gu Mi-young          | KBS2 | Drama Special      |               |
| 2010    | The President                          | Shin Hee-joo         | KBS2 |                    |               |
| 2011    | You're Fine That Way                   | Profesora de coreano | KBS2 |                    |               |
| 2012    | A Gentleman's Dignity                  | Park Min-sook        | SBS  |                    |               |
| 2012    | Bridal Mask                            | Lee Hwa-gyung        | KBS2 |                    |               |
| 2012    | The Flight of the Spoonbill            | Joo-hee              | KBS2 | Drama Special      |               |
| 2013    | All About My Romance                   | Go Dong-sook         | SBS  |                    |               |
| 2013    | Thrice Married Woman                   | Jung Tae-hee         | SBS  |                    |               |
| 2014    | What Happens to My Family?             | Noh Young-seol       | KBS2 |                    |               |
| 2015    | Who Are You: School 2015               | Shin Jung-min        | KBS2 |                    |               |
| 2015    | Bubble Gum                             |                      | tvN  |                    |               |
| 2016    | Fantastic                              | Choi Jin-sook        | JTBC |                    |               |
| 2018    | Clean with Passion for Now             |                      | JTBC | Aparición especial |               |
| 2019    | Doctor Prisoner                        | Oh Jung-Hee          |      |                    |               |
| 2019-20 | Aterrizaje de emergencia en tu corazón | Ma Yeong-ae          | tvN  |                    |               |
| 2020    | Born Again                             | Jang Hye-mi          | KBS2 |                    |               |
| 2020    | Tale of the Nine Tailed                |                      | tvN  |                    |               |
| 2021    | Mouse                                  | Seong Ji-eun         | tvN  |                    |               |
| 2022    | The Youngest Son of a Chaebol Family   | Son Jeong-rae        | JTBC |                    |               |
| 2023    | Tale of the Nine Tailed 1938           |                      | tvN  |                    | [ 8 ] [ 9 ]   |
| 2024    | La reina de las lágrimas               | Hong Beom-ja         | tvN  |                    | [ 10 ] [ 11 ] |
| 2024    | Serendipity's Embrace                  | Baek Do-sun          | tvN  |                    | [ 12 ]        |
| 2025    | La isla del tesoro                     | Cha Deok-hee         | SBS  |                    | [ 13 ] [ 14 ] |

### Cine
| Año  | Título                  | Papel        |
| ---- | ----------------------- | ------------ |
| 2001 | Nabi                    |              |
| 2005 | Daddy-Long-Legs         | Lee Ji-hyun  |
| 2006 | Tazza: The High Rollers | Se-ran       |
| 2008 | Santamaria              | Yang-ja      |
| 2008 | Baby and I              | Ms. Cho      |
| 2009 | Beetles                 | Jeon Hee-soo |
| 2011 | Meet the In-Laws        | Young-ja     |
| 2012 | Grape Candy             | Jung-eun     |

## Premios y nominaciones
| Año  | Premio          | Categoría                                  | Trabajo         | Resultado | Ref.   |
| ---- | --------------- | ------------------------------------------ | --------------- | --------- | ------ |
| 2019 | KBS Drama Award | Best Couple Award (junto a Jang Hyun-sung) | Doctor Prisoner | Ganadores | [ 15 ] |
| 2019 | KBS Drama Award | Best Supporting Actress in Miniseries      | Doctor Prisoner | Ganadora  |        |